# マンフロット
マンフロット（Tha Manfrotto Group ）は、イタリアの写真機器メーカーである。三脚を中心とし、カメラバッグ、照明、フィルター、スマートフォン用品などを扱う。1960年代末にイタリア人のフォトリポーター、リノ・マンフロット（Lino Manfrotto ）によって創業された。彼自らの体験をもとに作り出された、使いやすく安定性のあるスタジオ用品はプロの間で評判となり、自らのブランドによる製品ラインアップを作ることとなった。カメラ用三脚の製造は、1974年に開始。
現在、ラインナップは業務用の大型三脚から携帯用の小型三脚まで、またスチル用、ビデオ用、照明用などと幅広い。パノラマ撮影用に決まった角度でカメラを回転させることができる雲台も製造している。
同業のジッツオとともにイギリスのヴィデンダムグループ（旧Vitecグループ）の傘下にあり、グループのイメージング＆ステージング部門で中心的事業を担う。

## 製品

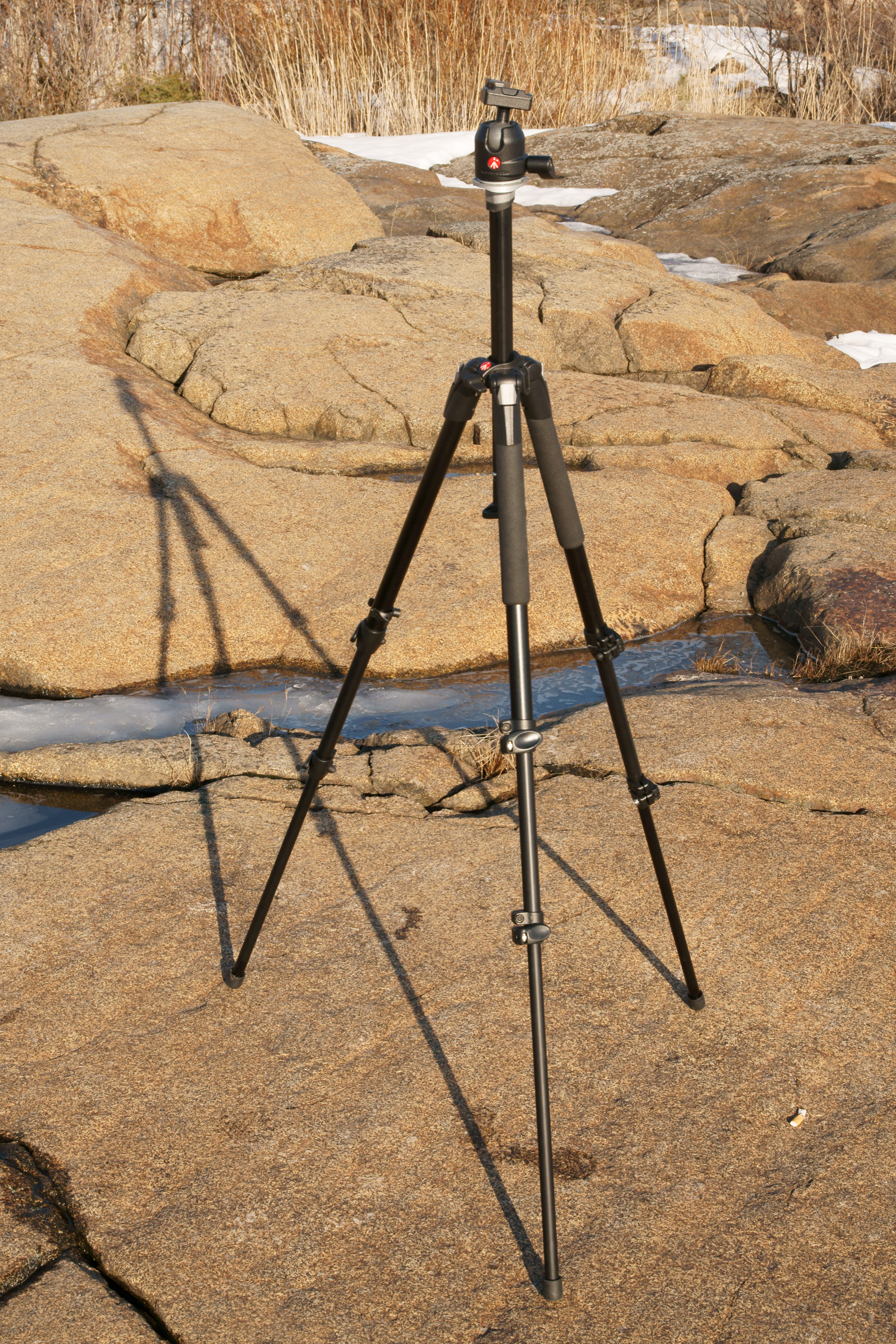
Manfrotto 190XB

### 三脚
脚リリースシステム、ラピッド開閉機構、水平・垂直センターボールシステム、業界初の3ウェイギア付き雲台、世界初の油圧システムを搭載したボール雲台、パノラマ撮影に対応したパン雲台など
- 雲台付き三脚
- 三脚レッグ
- 三脚雲台
- 一脚
- ミニ三脚
- アクセサリー

### ビデオ三脚
- 雲台付きビデオ三脚
- ビデオ三脚レッグ
- ビデオ雲台
- ビデオ一脚
- デジタルとリモコン
- スライダーとアクセサリー

### カメラバッグ
- カメラバックパック
- カメラメッセンジャー
- カメラショルダーバッグ
- カメラホルダーとケース
- 三脚バッグなど
- カメラローラーバッグ
- レザーカメラバッグ
- Dslrカメラバッグ
- ドローンバッグ

### 照明
- LEDライト
- 照明スタンド
- スタジオ機器
- ライティングクランプとアーム
- ライトコントロール

### スマートフォン、アクションカメラ＆ドローン
- スマートフォンアクセサリー
- アクションカメラアクセサリー
- ドローンアクセサリー

### フィルター
- クイックリリースフィルターアダプター
- フィルター

## 日本での製品販売
日本では1980年代にLPLが「ベネチア」というブランドで販売していたことがある。近年は神戸の本庄が代理店であったが同社は写真・映像分野から撤退し、2006年6月以降はVitecグループ傘下の日本法人であるボーゲンイメージングが代理店となっている。
その後、同社は2010年1月1日に社名をマンフロット株式会社と変更した後、2018年4月1日にヴァイテックイメージング株式会社（英：Vitec Imaging Distribution KK）へと変更した。また、これに先立ちこれまでハクバ写真産業が代理店だったLoweproとJOBYの両ブランドも2018年2月1日より同社が代理店になっている。
その後、ヴァイテックがヴィデンダムになったのに伴い、2022年7月に社名を「ヴィデンダムメディアソリューションズ株式会社(英：Videndum Media Solutions Spa)」と社名変更した。

## マンフロット製品の愛好家
写真家 ヘルムート・ニュートンや、ナショナルジオグラフィック写真家など。